# Кинвин (правитель Эргинга)
Кинвин ап Пейбио (валл. Cynfyn ap Peibio; V век - VI век) — правитель Эргинга; старший сын и наследник Пейбио.

## Биография
О Кинвине ап Пейбио мало что известно. Возможно, он правил вместе с братом Гуидги. Его имя фигурирует в даре земли епископу Аетану, а также в хартии, связанной с епископом Элуистлом..
Король Кинфин, сын короля Пейбио, теперь является королем, поэтому его старший брат, король Гвидги, присутствует, но больше не является королем, по-видимому, отрекся от престола.
У Кинвина был, как минимум, один сын, но после его смерти власть в Эргинге была захвачена узурпатором Гурводу, сыном Амлауда.